# Christianisme dans le monde romain
Cet article traite de différents aspects du christianisme dans le monde romain.

## Questions posées par la christianisation de l’Empire romain

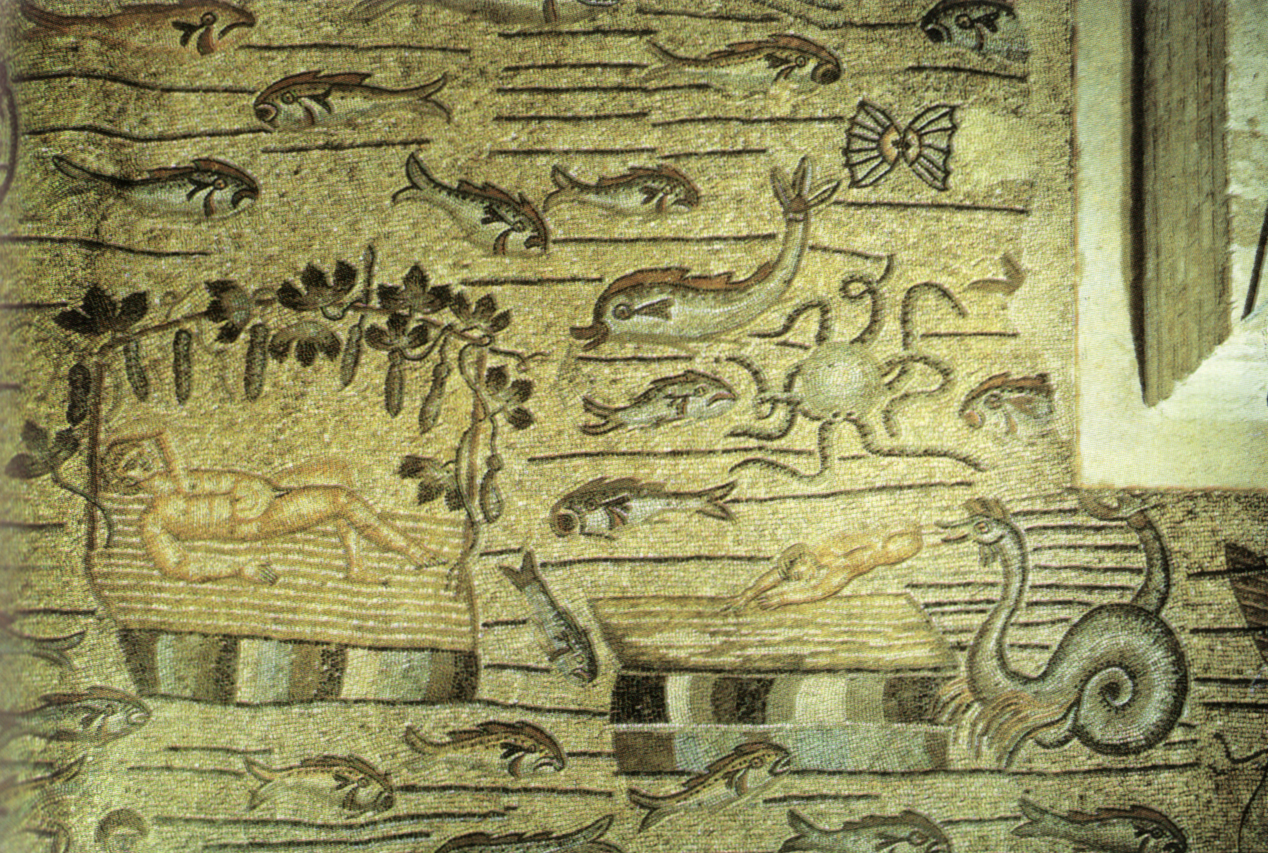
L’histoire de Jonas, mosaïque du IVe siècle, basilique patriarcale d’Aquilée.

La progression du christianisme dans l’Empire est sujette à de nouveaux débats. En effet, les sources à la disposition des historiens rendent ardue la quantification du développement du christianisme.
Pendant longtemps a prévalu l’idée qu’au début du IVe siècle, les provinces d’Orient sont majoritairement acquises au christianisme. En Occident, les provinces méditerranéennes sont plus touchées par la nouvelle religion que les autres. Mais partout dans cette partie de l’Empire romain, les campagnes restent profondément polythéistes. Dans cette optique, la conversion de Constantin n’aurait été qu’un couronnement, et non un tournant de l’histoire de l’Empire. Aujourd’hui l’ampleur de la christianisation de l’Empire est remise en question.
De son côté, Robin Lane Fox pense que le paganisme est toujours très bien implanté au début du IVe siècle et que le christianisme est encore un phénomène très minoritaire. Selon lui les chrétiens ne représentent en 312, que 4 à 5 % de la population totale de l’Empire. Le débat est d’autant plus délicat que, derrière les chiffres, il y a un enjeu idéologique fort.
Certains points semblent néanmoins établis. L’inégalité de la christianisation selon les régions et le retard de la Gaule en particulier sont admis par tous. À un moindre degré, la situation est la même en Espagne et en Italie, mais avec en plus de fortes différences régionales. On pense qu’à Rome, la ville la plus christianisée d’Italie, peut-être un peu moins de 10 % des habitants sont chrétiens en 312. L’étude des papyrus égyptiens permet le chiffre de 20 % de chrétiens en 312 en Égypte. En Asie Mineure, une proportion d’1/3 de chrétiens est envisageable, 10 à 20 % en Afrique. En 312, les chrétiens ne sont donc qu’une minorité dans l’Empire.
La question du développement du christianisme a longtemps été posée en termes d’affrontement avec la culture antique. Le « Bas Empire » (terme parfois péjoratif pour l’Empire romain de l’Antiquité tardive) est, dans cette perspective, vu comme une période de triomphe de la foi nouvelle face aux religions traditionnelles ou aux cultes à mystères. Aujourd’hui, l’examen des sources pousse à modifier ce point de vue. Le christianisme s’est nourri de la culture antique et s’en est servi pour se développer : il n’a donc pas détruit, mais transformé la culture antérieure. Guy Stroumsa explique le passage des Romains (et ultérieurement, des « barbares ») du polythéisme au christianisme, par un processus d’intériorisation de la foi, de passage du rituel et du culte, à une conviction personnelle, fut-elle cachée et inexprimée. Dans une période d’incertitudes, d’insécurité et de doutes, une partie croissante des habitants ne se serait plus reconnue dans les religions formalistes et aurait cherché une croyance portant davantage d’espérance, sinon pour le monde terrestre, au moins pour l’après-vie. L’essor des religions monothéistes grâce à la généralisation du codex, sert d’accélérateur à un nouveau « souci de son âme », présent dans l’ascèse et la lecture. Ainsi, la religion civique recule au profit des religions communautaires et privées. Cette thèse ne fait pas l’unanimité parmi les historiens.
En devenant la religion officielle de l’Empire romain au IVe siècle, le christianisme sert à justifier un ordre politique autoritaire qui s’exerce au nom du Dieu unique. La nouvelle religion devient un élément essentiel de la cohésion de l’Empire. La conséquence en est l’exclusion de toutes les autres convictions religieuses, qui ne survivent, au mieux, que comme « superstitions » populaires, d’où le terme de « paganisme » signifiant « des paysans ». Les non-chrétiens sont progressivement désolidarisés de l’idéal romain.
Pour l’Église impériale de l’antiquité tardive, romanité et christianisme sont si indissociables que les évêques trouvent normal de défendre, face aux barbares, l’Empire puis les deux Empires d’Occident et d’Orient.

## Grande persécution

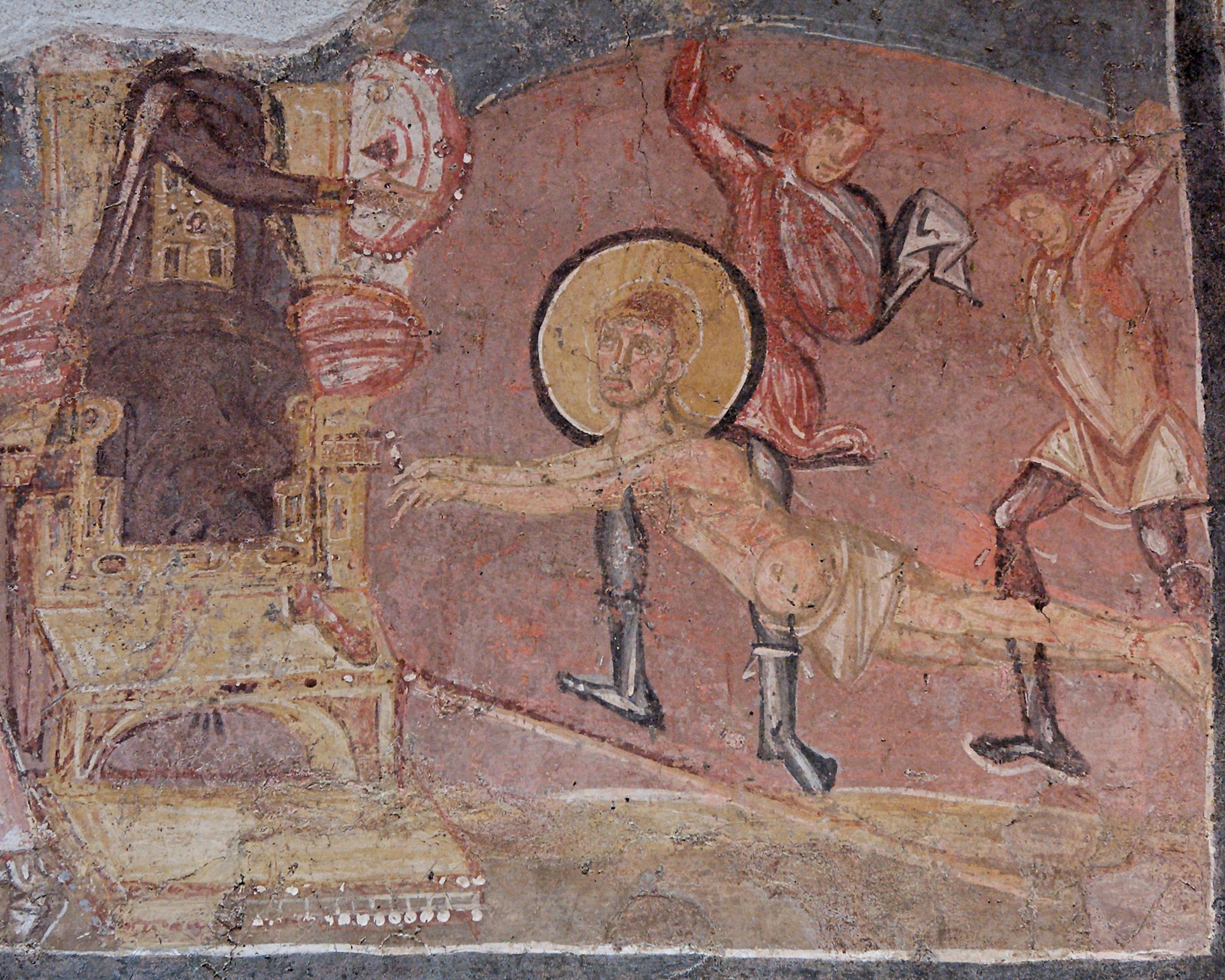
Saint Érasme flagellé en présence de l’empereur Dioclétien. Fresque byzantine, milieu du VIIIe siècle, musée national de Rome

Si le motif anti-chrétien de la persécution de Dèce (249-251) est aujourd'hui largement contesté, il en va autrement de la persécution de Valérien (257-259) durant laquelle le christianisme connaît pour la première fois de son existence une persécutions généralisée, bien qu'elle soit de courte durée et d'une efficacité relative. En 260, à la mort de son père et co-empereur Valérien, Gallien fait cesser la persécution générale en cours et promulgue un édit de tolérance qui constitue la première légitimation officielle du christianisme par les autorités romaines. Cette décision inaugure pour les chrétiens une période de coexistence pacifique avec l'État romain qui, retenue sous le nom de « petite paix de l'Église », dure une quarantaine d'années au cours desquelles le christianisme connaît une augmentation significative de ses adeptes et un renforcement de sa présence à travers l'Empire. 
Mais au début du IVe siècle, avec la Tétrarchie, la lutte des empereurs contre les chrétiens, en expansion mais encore très minoritaires, reprend et donne lieu à une dernière persécution généralisée. En 303, Dioclétien et ses collègues lancent plusieurs édits contre les chrétiens : c’est la « grande persécution ». Les gouverneurs et les magistrats municipaux doivent saisir et faire brûler le mobilier et les livres de culte. Au début de l’année 304, un édit ordonne à tous les citoyens de faire un sacrifice général pour l’Empire, sous peine de mort ou de condamnation aux travaux forcés dans les mines. La persécution est très inégalement appliquée sur l’Empire, assez vite abandonnée en Occident après 305, plus longue et sévère en Orient. En 311, juste avant sa mort, Galère décrète l’arrêt de la persécution, et, selon le polémiste chrétien Lactance, demande aux chrétiens de prier pour son salut et celui de l’Empire. Cet appel est dans le droit fil de la tradition religieuse romaine, qui se soucie surtout d’utilité civique et finit par admettre celle des chrétiens. 
Une des conséquences de la « grande persécution » pour le monde chrétien est la division de la chrétienté entre donatistes et orthodoxes à partir de 307. Les donatistes refusent la validité des sacrements délivrés par les évêques qui avaient failli lors des persécutions de Dioclétien, position condamnée en 313 au concile de Rome par les orthodoxes, qui considèrent le donatisme comme hérétique. Le schisme dure jusqu’à la fin du siècle en Afrique romaine.
La « grande persécution » marque plus que les autres la tradition chrétienne orientale : l’hagiographie positionne le martyre de saints d’existence légendaire pendant la persécution de Dioclétien et de ses successeurs. Une autre trace de l’impact significatif sur la mémoire chrétienne est le choix de l’ère copte ou « ère des Martyrs » qui débute avec l’avènement de Dioclétien.

## Empereurs chrétiens

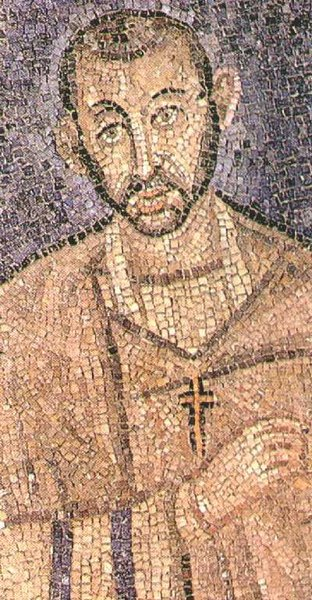
Saint Ambroise, mosaïque du IVe siècle, basilique de Saint-Ambroise de Milan.

Constantin, initialement adepte du Sol invictus (le « Soleil Invaincu »), se convertit au christianisme, pour certains dès 312 à la suite d’une vision précédant la bataille du pont Milvius (Eusèbe de Césarée), pour d’autres en 326 par remords après l’exécution de son fils et de son épouse (Zosime). Ces interprétations sont cependant à considérer avec prudence, puisque le principal intérêt de ces auteurs est de constituer la légende du christianisme impérial. Une seule chose est sûre : il est officiellement converti sur son lit de mort en 337 par Eusèbe de Nicomédie, un prêtre arien. Il concilie le christianisme et une divinité d’où émaneraient tous les dieux, un être suprême identifié à partir du milieu du IIIe siècle à Sol Invictus, dont le culte instauré par Aurélien répondait à une politique de conquête de l'Est et à un syncrétisme avec la religion mazdéenne encore très présente dans les institutions des anciennes provinces de l'Empire perse. Dans la période 312-325, les monnaies représentent le Soleil divin, compagnon de l’empereur, ou confondent son image avec la sienne. Peu de monnaies montrent des symboles chrétiens (chrisme, labarum) à la fin de ce laps de temps. La part de conviction personnelle et de calcul politique dans l’adhésion de Constantin au christianisme reste discutée ; les deux motivations ne s’excluent pas. En 313, l’édit de Milan proclame la liberté de culte individuel et prévoit de rendre aux chrétiens les biens confisqués pendant la grande persécution dioclétienne, ce qui vaut à l’empereur le soutien des chrétiens. L’adoption du christianisme par l’empereur pose le problème des relations entre l’Église et le pouvoir (que l’historiographie moderne appellera « césaropapisme »).
Sollicité par les évêques africains sur la querelle donatiste, Constantin organise dès 314 à Arles un concile local pour que les évêques décident entre eux. Il convoque et préside le concile de Nicée en 325 qui proclame l'égalité de la figure du Père avec celle du Fils à l’unanimité, et excommunie le prêtre Arius , lequel prônait la supériorité du Père sur celle du Christ. Constantin le fait exiler, puis le rappelle quelques années plus tard. Les ariens adoptent des positions très favorables au pouvoir impérial, lui reconnaissant le droit de trancher les questions religieuses d’autorité. Constantin finit par se rapprocher de cette forme de christianisme et se fait baptiser sur son lit de mort par un prêtre arien(Eusèbe de Nicomédie). Cette conversion à l’arianisme sera, bien plus tard, contestée par l’Église catholique et par certains historiens, mais son fils et successeur Constance II est un arien convaincu. Il n’hésite pas à persécuter les chrétiens nicéens plus que les païens. Malgré ses interventions dans de nombreux conciles, il échoue à faire adopter un credo qui satisfasse les ariens et les chrétiens orthodoxes. À l'exception de Valens, ses successeurs, soucieux de paix civile, observent une stricte neutralité religieuse entre les ariens et les nicéens. La défaite d’Andrinople face aux Wisigoths ariens permet aux nicéens (que beaucoup d'auteurs modernes nomment « catholiques ») de passer à l’offensive. Ambroise de Milan, voulant défendre le credo de Nicée contre les ariens qualifie l’hérésie de « double trahison, envers l’Église et envers l’Empire ».
Gratien finit par s’orienter vers une condamnation de l’arianisme sous l’influence conjuguée de son collègue Théodose et d’Ambroise. L’empereur de la pars orientalis a, en 380, dans l’édit de Thessalonique, fait du Christianisme une religion d’État. Comme son collègue, il promulgue des lois anti-hérétiques. Il convoque un concile à Aquilée, en 381, dirigé par Ambroise. Deux évêques ariens sont excommuniés. À ce moment, l’Église nicéenne est devenue assez forte pour résister à la cour impériale. Après la mort de Gratien, le parti arien est de nouveau très influent à la cour. À son instigation, est promulguée une loi, le 23 janvier 386, qui prévoit la peine de mort pour toute personne qui s’opposerait à la liberté des consciences et des cultes. Ambroise refuse de concéder une basilique extra muros aux ariens fort du soutien du peuple et des hautes sphères de Milan. La cour impériale est obligée de céder. Grâce à des hommes comme Ambroise, l’Église  nicéenne peut ainsi s’émanciper de la tutelle impériale et même revendiquer la primauté du pouvoir spirituel sur le temporel en rappelant à l’empereur ses devoirs de chrétien. Cependant, les chrétiens ont aussi besoin de la force publique pour faire prévaloir leur point de vue. Ainsi Porphyre de Gaza obtient de l’impératrice Eudoxie, qu’elle fasse fermer par son époux Arcadius les temples polythéistes de Palestine.
Les païens, les « hérétiques » et les Juifs deviennent des citoyens de second rang, grevés d’incapacités juridiques et administratives. Dans une loi, Théodose précise : « Nous leur enlevons la faculté même de vivre selon le droit romain. ». Cependant, le Judaïsme est la seule religion non-chrétienne à demeurer licite en 380. Sur le vieux fond de judéophobie polythéiste se greffe un antijudaïsme proprement chrétien, accusant les Juifs d’être déicides et d’avoir rejeté le message évangélique. Cela n’empêche pas Théodose de vouloir imposer à l’évêque de Callinicum en Mésopotamie, à la grande indignation d’Ambroise de Milan, de reconstruire à ses frais la synagogue que ses fidèles ont saccagée.

## Christianisation et romanité
Après la conversion de Constantin, le christianisme progresse rapidement dans l’Empire romain mais toujours de manière inégale suivant les provinces. Il s’agit, dans bien des cas, d’une christianisation superficielle où subsistent un grand nombre de croyances et de rituels païens. L’évangélisation des campagnes d’Occident ne progresse que très lentement: d'ailleurs le mot « païen » provient du latin paganus, « campagnard ». En Gaule, l’action de missionnaires déterminés joue un rôle non négligeable dans l’adoption de la religion du Christ. Martin de Tours reste la figure de proue de l’évangélisation de la Gaule. En Occident, le latin remplace le grec comme langue liturgique à la même époque, signe de la perte de l’usage du grec dans cette partie de l’Empire. En Égypte, les chrétiens, qui représentent entre un cinquième et un tiers de la population vers 313, deviennent majoritaires vers 350 ; mais le pays ne devient essentiellement chrétien qu’au milieu du siècle suivant.

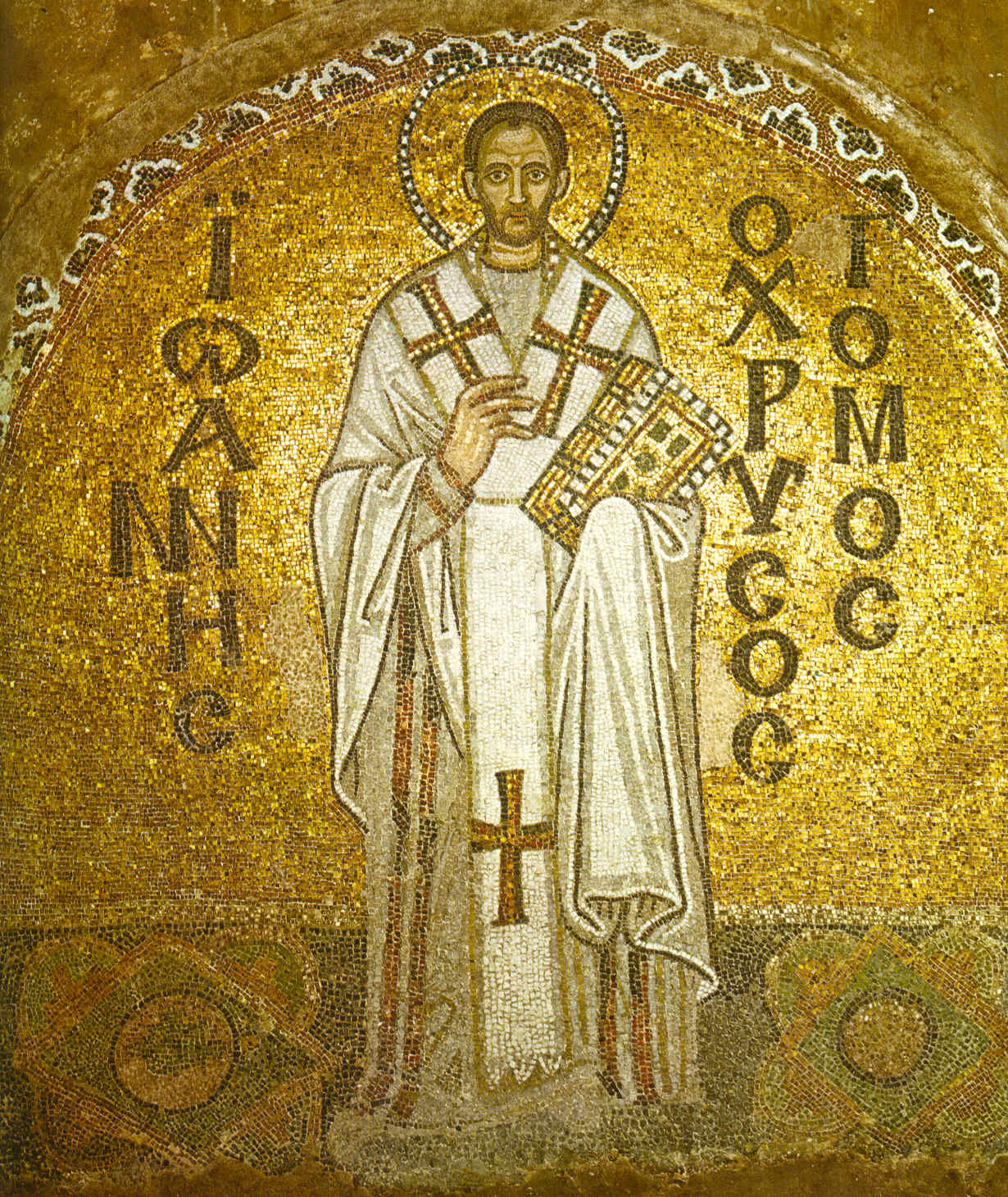
Jean Chrysostome, évêque de Constantinople.

### Organisation de l’Église
L’Église s’organise en suivant le modèle administratif de l’Empire. Le diocèse où officie l’évêque, correspond à la cité, sauf en Afrique et en Égypte. Celui-ci est désigné par les membres de la communauté et les évêques voisins. L’aristocratie christianisée occupe souvent les fonctions épiscopales. Du fait de la défaillance des élites municipales, fuyant des responsabilités trop lourdes et trop coûteuses, beaucoup d'évêques deviennent les premiers personnages de leurs cités aux Ve et VIe siècles. En Orient, ils deviennent ainsi des partenaires du pouvoir impérial. Ils reprennent pour l’Église une part de l’évergétisme décurional pour l’aide aux pauvres et aux malades. En cas de besoin, ils s’érigent en défenseur de leur cité menacée face aux barbares. À Rome, ils prennent le pas sur les préfets urbains. En Égypte, en revanche, les évêques sont le plus souvent choisis parmi les moines. Certains cumulent le rôle d’évêque et de supérieur du monastère comme Abraham d’Hermonthis, vers l’an 600. De nombreux papes chrétiens coptes viennent du monastère de saint Macaire situé en Nitrie d'Égypte. Aujourd’hui encore, la hiérarchie des Églises orthodoxes se recrute toujours parmi les moines.
Dès le Ier siècle, l’évêque est assisté par des prêtres et des diacres qui peuvent baptiser, prêcher et enseigner. Au VIe siècle, une nouvelle cellule religieuse se multiplie : la paroisse. Au Moyen Âge, cette paroisse (παροχέία) doublera, sur le plan religieux, la « céphalie » (κεφαλία) laïque de l’Empire romain d'Orient, qui peut être urbaine ou rurale, tandis qu’en Occident où, dans les nouveaux « royaumes barbares », les villes se vident de leur population en raison des difficultés de ravitaillement et de l’insécurité, la paroisse est surtout rurale et finit par se substituer au maillage administratif de base.
Au-dessus des évêques se trouve l’« évêque métropolitain » qui siège dans le chef-lieu de la province et dont l’autorité s’entend à l’ensemble de celle-ci ; le titre de « métropolite » (μητροπολίτης) a été conservé par l’Église orthodoxe. À partir du concile de Constantinople de 381, apparaissent des primats qui regroupent sous leur autorité plusieurs provinces ; Rome et Carthage en Occident, Constantinople, Alexandrie et Antioche en Orient, qui ensemble formeront la « Pentarchie ». Au cours du IVe siècle, l’évêque de Rome commence à revendiquer sa primauté sur l’ensemble de l’Empire. En 370, Valentinien Ier déclare irrévocables les décisions de l’évêque de Rome. Damase (366-384) est le premier évêque de Rome à utiliser le titre de Pape et à qualifier son diocèse de « siège apostolique » car il affirme que ce siège a été créé par l’apôtre Pierre lui-même. Toutefois l’autorité pontificale n’est véritablement devenue souveraine sur l’Occident qu’à partir de Léon le Grand vers 450 et cela n’empêchera pas les empereurs d’Orient d’user de leur influence pour imposer à plusieurs papes leurs choix théologiques. Durant l’Antiquité tardive, l’Église n’est pas un ensemble homogène : chaque cité a ses rites, ses saints, sa langue liturgique, reflets de la diversité de l’Empire,.

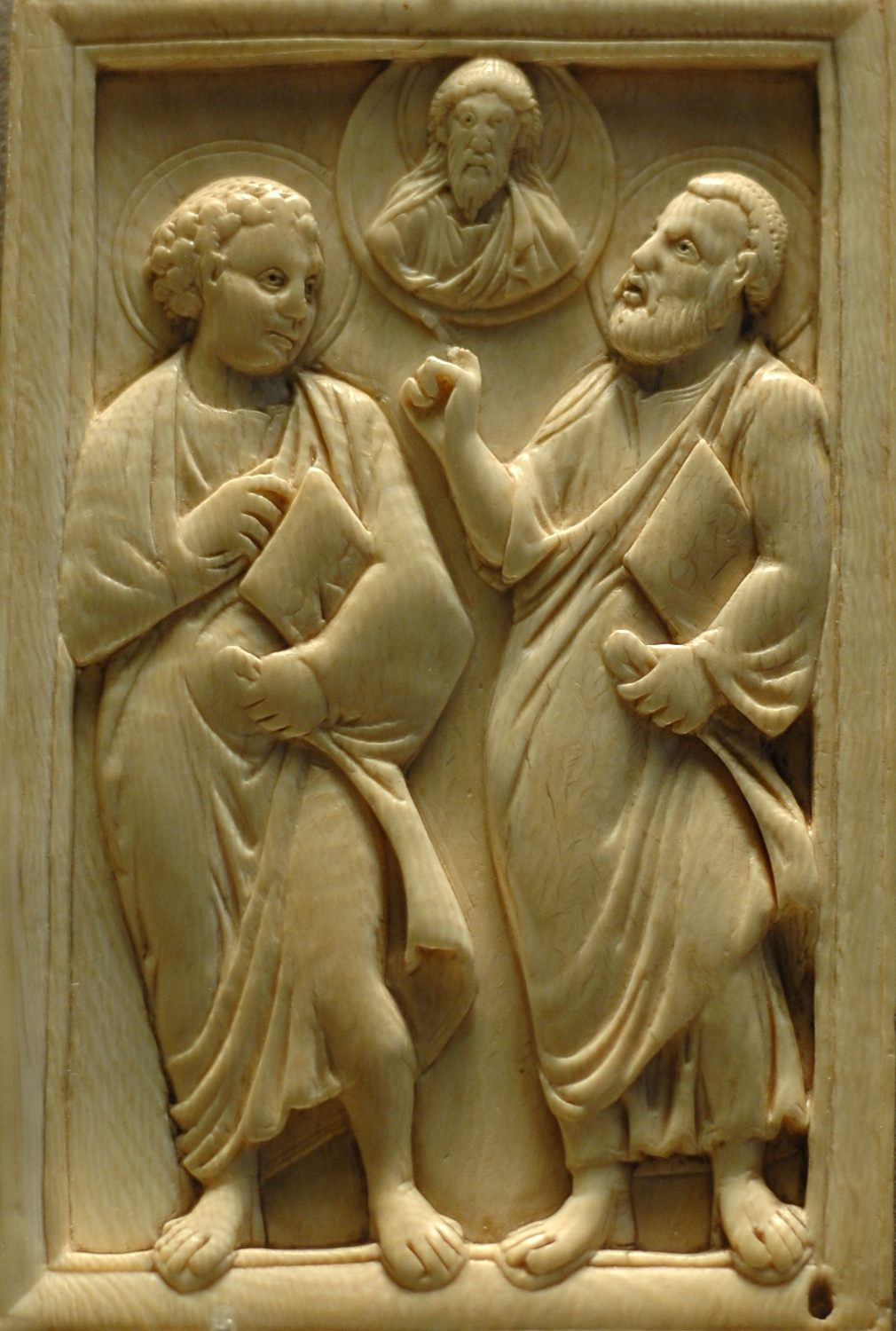
Feuillet d’un diptyque représentant le Christ entouré de deux apôtres. Ivoire. Gaule, Ve siècle, musée du Louvre.

Les empereurs accordent aux membres du clergé de nombreux privilèges : ils sont dispensés des prestations fiscales imposées aux laïcs. Les évêques se voient attribuer des pouvoirs de juridiction civile. Les personnes poursuivies par le pouvoir bénéficient du droit d’asile, ce qui permet à l'evêque de les soustraire à la justice impériale. Enfin les clercs échappent progressivement aux juridictions ordinaires et se trouvent ainsi placés au-dessus du droit commun. Constantin avait déjà donne à l’Église une personnalité juridique qui lui permet de recevoir des dons et des legs. Ceci lui permet d’accroître sa puissance matérielle. Au Ve siècle, elle possède d’immenses domaines dont certains dépendent des institutions charitables de l’Église. Le développement de ses institutions lui permet d’occuper un vide laissé par les systèmes de redistributions païens, en s’intéressant aux pauvres en tant que tels et non en tant que citoyens ou que clients. En Orient comme en Occident, l’Église se retrouve cependant confrontée à un paradoxe ; elle est riche, mais prône la pauvreté comme idéal.

### Monachisme
Durant l’Antiquité tardive, le monachisme, né au IIIe siècle connaît un premier essor. Les premiers moines apparaissent en Égypte, au sud d’Alexandrie. Le retrait radical du monde que prônent les premiers ermites, Antoine et Pacôme, est une véritable rupture politique et sociale avec l'idéal gréco-romain de la cité. Ceci n’empêche pas l’érémitisme puis le cénobitisme de se développer dans les déserts d’Orient. Pourtant il semble que le vrai fondateur du mode de vie cénobitique soit Pacôme. Au début du IVe siècle, il établit une première communauté à Tabennèse, une île sur le Nil à mi-chemin entre Le Caire et Alexandrie. Il fonde huit autres monastères dans la région au cours de sa vie, totalisant 3 000 moines.
Les clercs occidentaux qui se rendent en Orient propagent à leur retour l’idéal monachiste. Les premiers établissements religieux apparaissent à l’Ouest de l’Empire à partir de la fin du IVe siècle : l'abbaye Saint-Martin à Marmoutier, Honorat à Lérins et de multiples fondations à partir du VIe siècle. À partir des premières expériences s’élaborent de nombreuses règles monastiques. Parmi celles-ci, la règle de saint Benoît est destinée à un grand avenir en Occident. 
Avec le soutien de Justinien Ier, le monachisme prend une grande importance en Orient. Refuge moral, son pouvoir d’attraction est tel qu’il détourne de l’impôt et des fonctions publiques une partie des forces de l’Empire, et devient un véritable contre-pouvoir qui se manifestera lors de la crise de l’iconoclasme. En Occident, le monachisme recevra une impulsion décisive sous la dynastie carolingienne. Dans toutes les contrées anciennement romaines, les monastères joueront un rôle précieux de conservateurs de la culture antique, tant sur le plan intellectuel (dans les scriptoriae, les novices et les moines recopient et étudient les documents plus anciens) que pratique (les moines perpétuent les pratiques agricoles et architecturales de l’Empire).

### Mentalités et pratiques religieuses

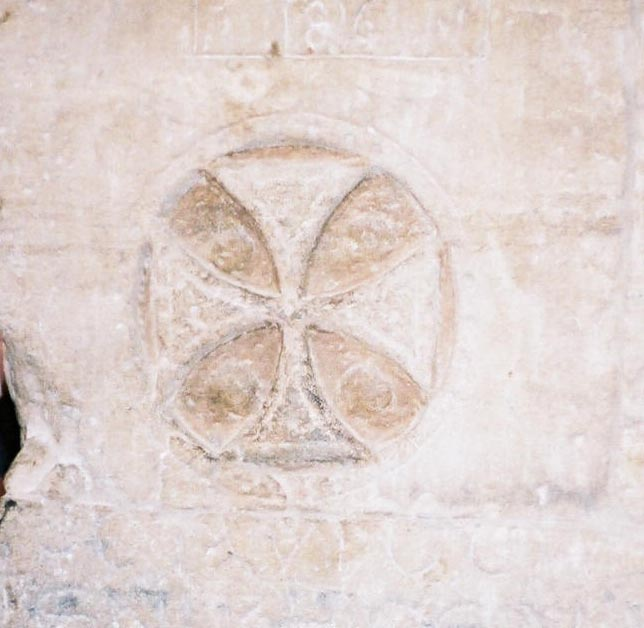
Croix copte gravée sur un mur du temple de Philae près d’Assouan (Égypte).

C’est pendant l’Antiquité tardive qu’est fixée l’organisation du calendrier chrétien. Constantin choisit de fêter la naissance du Christ, Noël, le 25 décembre, jour de la célébration du dieu Sol Invictus, le Soleil Invaincu. On peut y voir là une tentative de syncrétisme religieux. Pâques reste une fête mobile à l’instar de Pessah. Sa date de célébration est différente d’une communauté chrétienne à l’autre. Pendant le jeûne de Carême qui la précède, les catéchumènes, des adultes, se préparent au baptême célébré durant la nuit de Pâques. Constantin interdit aussi un grand nombre d’activités le dimanche, jour consacré au culte chrétien. Le calendrier chrétien avec ses fêtes chrétiennes, le découpage du temps en semaine supplante définitivement le calendrier romain à la fin du Ve siècle. Par contre, pendant toute l’Antiquité tardive, le décompte des années se fait à partir d’un critère antique : la fondation de Rome (753 av. J.-C.), les premiers Jeux olympiques (776 av. J.-C.) ou même l’ère de Dioclétien. Au VIe siècle, Denys le Petit élabore un décompte chrétien à partir de l’année de naissance du Christ. Ce nouveau comput n’entre en action qu’au VIIIe siècle.
Sur le plan des mentalités, le christianisme introduit un grand changement dans la vision du monde divin. Les Romains avaient toujours accepté sans grande résistance les divinités non romaines. Le christianisme, religion monothéiste, s’affirme comme étant la seule vraie foi qui professe le seul vrai Dieu. Les autres divinités et religions sont ramenées au rang d’idoles ou d’erreurs. Cette position a comme corollaire la montée de l’intolérance religieuse chrétienne au IVe siècle, qui serait due aux discours apocalyptiques de certaines communautés chrétiennes et à leurs attentes eschatologiques, ainsi qu’au pouvoir politique impérial. L’Église multiplie les adjectifs pour se définir : katholicos, c’est-à-dire universelle, orthodoxos, c’est-à-dire professant la seule vraie foi. De ce fait, l’Église chrétienne est amenée à combattre non seulement les païens, mais aussi les chrétiens professant une foi contraire aux affirmations des conciles, qui sont, à partir du Ve siècle, qualifiés d’« hérétiques ».
Les historiens se posent la question des changements moraux induits par le christianisme. La morale chrétienne de l’Antiquité tardive se concentre avant tout sur la sexualité et la charité, et ne remet pas en cause la hiérarchie familiale en place, insistant au contraire sur le nécessaire respect de l’autorité du pater familias. Le discours religieux est donc en général conservateur. Grégoire de Nysse est le seul auteur chrétien à avoir condamné l’esclavage, non en raison des souffrances infligées aux esclaves, perçues comme un inéluctable effet du « péché originel », mais pour le salut des âmes de leurs propriétaires, coupables du « péché d’orgueil » qui lui, n’est pas inéluctable. Augustin d'Hippone pour sa part, dénonce la torture en raison de son inefficacité et de son inhumanité.

### Débats théologiques

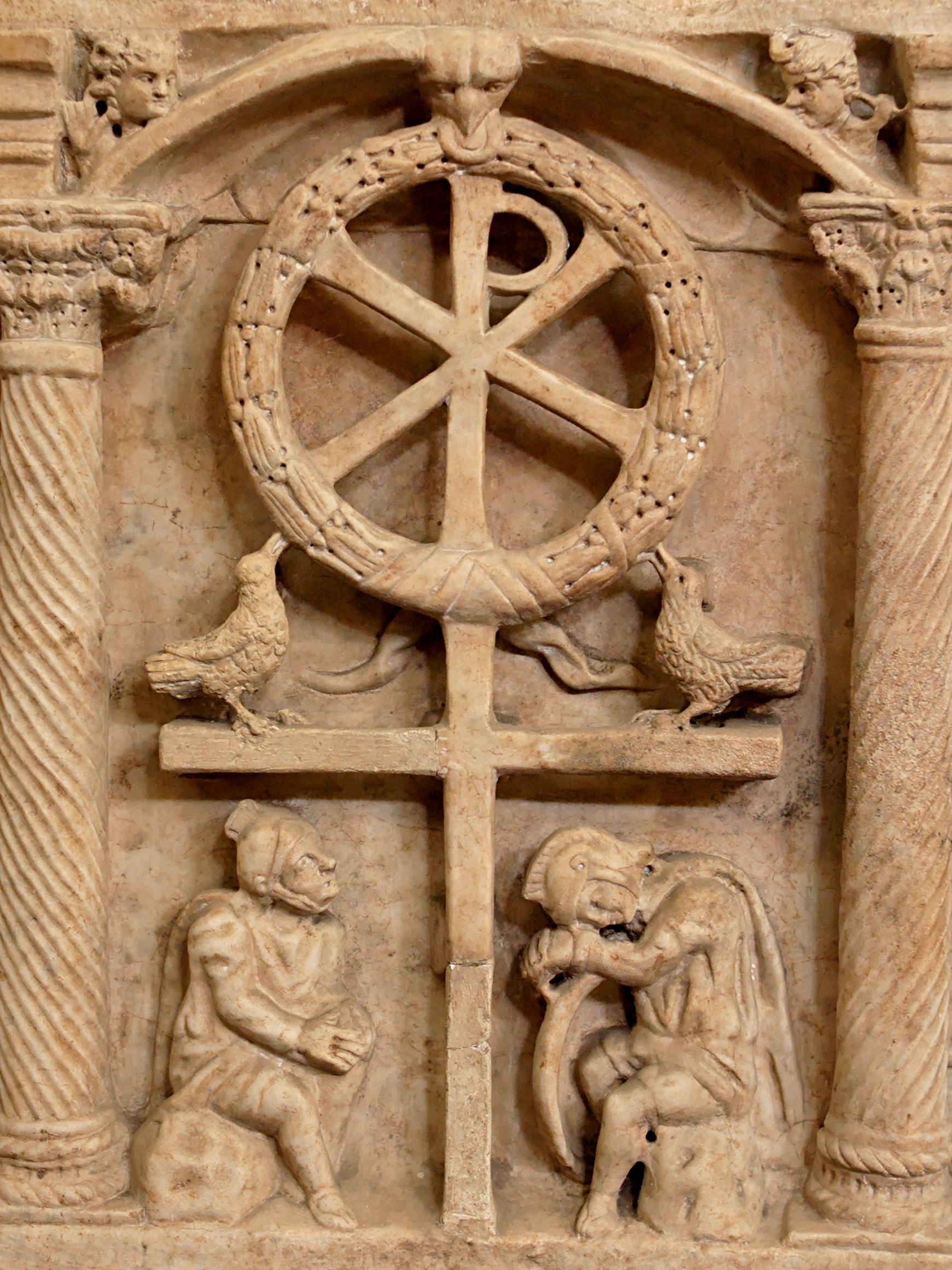
Anastasis
représentation symbolique de la Résurrection du Christ. Panneau d'un sarcophage romain, v. 350, Musées du Vatican.

Les premiers siècles du christianisme sont ceux pendant lesquels s’élabore la partie de la doctrine chrétienne qui est encore commune, au XXIe siècle, aux Églises d’Occident et d’Orient. Cette élaboration ne va pas sans divisions et conflits, de sorte qu’on peut parler de « christianismes » dans l’Empire romain et dans ses états-successeurs. Outre les conflits de primauté, les querelles dogmatiques sont nombreuses. Le donatisme africain, l’arianisme, le priscillianisme, le pélagianisme, le nestorianisme, le monophysisme sont autant de doctrines possibles, finalement condamnées comme « hérésies » par les premiers conciles œcuméniques. Mais parfois de justesse : contre l’arianisme, deux conciles sont réunis. En 325 à l’issue du premier concile de Nicée, le Symbole de Nicée, que les latins appellent credo est rédigé. C’est l’invention solennelle de l’orthodoxie. Plus tard, en 451, le concile de Constantinople définit Dieu comme un être unique, en trois personnes éternelles : le Père, le Fils et le Saint Esprit : c’est le dogme de la « Trinité ». Jésus-Christ est défini comme : « fils unique de Dieu, engendré du Père, lumière de lumière, vrai Dieu de vrai Dieu, engendré, non créé, de la même substance (homoousios) que le Père » Les ariens pensent, eux, que le Père est antérieur au Fils et au Saint Esprit et qu’il est donc leur créateur. L’arianisme a de nombreux partisans en Orient comme en Occident. Les missionnaires ariens convertissent les Goths et les Vandales, tandis les peuples romanisés et les grecs sont majoritairement nicéens. Clovis, roi des Francs, est, à la fin du Ve siècle, le premier roi barbare à embrasser l’orthodoxie nicéenne et à bénéficier ainsi du soutien de l’Église romaine.
Au Ve siècle les disputes théologiques portent sur la nature du Christ, humaine et/ou divine. Le nestorianisme, défendu par le patriarche de Constantinople Nestorius, privilégie la nature humaine du Christ. Il est condamné par le concile d’Éphèse de 431 réuni à l’instigation du patriarche d’Alexandrie Cyrille. À Antioche, on insiste sur le fait que Jésus est certes Dieu parfait mais aussi homme parfait. Il est rappelé que son incarnation, qui maintient la dualité des natures, est la condition du salut du genre humain et que c’est parce que le Verbe de Dieu (le Christ) s’est fait homme, que l’on peut dire que Marie est mère de Dieu. Les monophysites, suivant les idées du moine Eutychès, nient la nature humaine du Christ. Eutychès prêche que dans l’union en Jésus-Christ, la nature divine absorbe en quelque sorte la nature humaine. Dioscore d’Alexandrie neveu et successeur de Cyrille le soutient. Les monophysites sont condamnés par le concile de Chalcédoine de 451 réuni à l’initiative du pape Léon le Grand. Celui-ci reprend la thèse défendue par le concile de Nicée d’une double nature du Christ, à la fois tout à fait homme et tout à fait Dieu. Dans le canon du concile, le Christ est reconnu « en deux natures sans confusion, sans mutation, sans division et sans séparation, la différence des natures n’étant nullement supprimée à cause de l’union ». Le pape retrouve la première place dans le débat religieux. Mais le monophysisme est très bien implanté en Égypte, en Syrie et dans une partie de l’Asie Mineure. Il résiste pendant deux siècles en se repliant sur les langues locales, le copte en Égypte et le Syriaque en Syrie. Justinien échoue lui aussi à mettre fin aux divisions religieuses de l’Orient malgré la réunion du concile des « trois chapitres ». Le rôle des hérésies, n’est pas à minorer. Les querelles religieuses se poursuivent en Orient jusqu’au VIIe siècle. Le monophysisme des Égyptiens suscite une prise de conscience nationale. La conquête musulmane est acceptée favorablement tant le pays détestait l’emprise impériale, qui superposait un patriarche et des évêques byzantins à la hiérarchie copte.

### Paganisme, superstition et syncrétisme dans un Empire chrétien

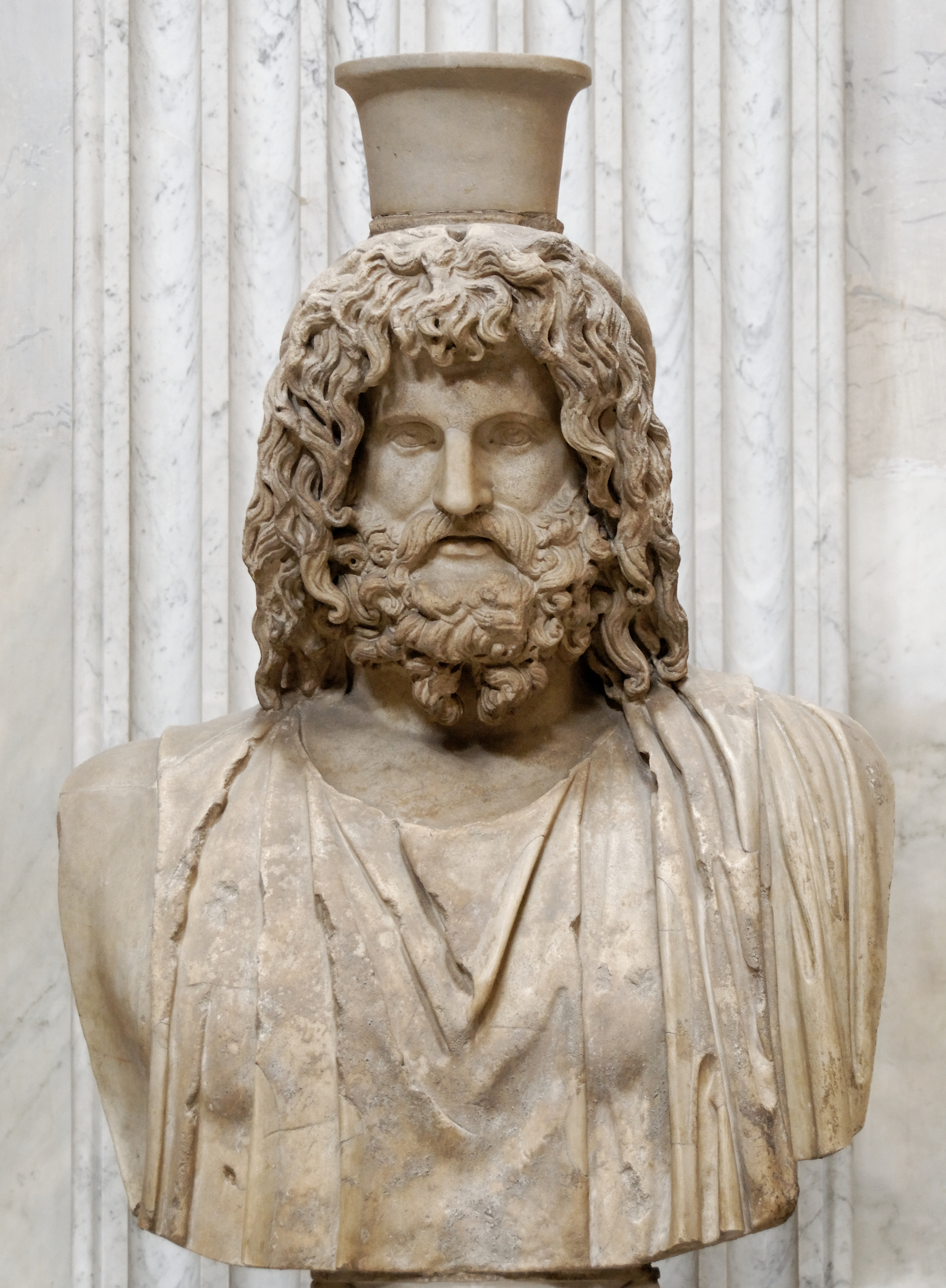
Buste de Sérapis. Marbre, copie romaine d’un original grec du qui se trouvait dans le Sérapéion d’Alexandrie, musée Pio-Clementino.

Pendant tout le IVe siècle, les cultes polythéistes traditionnels continuent à être pratiqués, de même que les cultes à mystère d’origine orientale comme ceux de Mithra, de Cybèle, d’Isis et de Sérapis malgré des restrictions progressives. Les textes chrétiens qui les dénoncent violemment, les dédicaces, les ex-voto, les attestations de travaux dans les temples en sont autant de témoignages. Chenouté, mort vers 466 et abbé du monastère Blanc en Haute-Égypte, rapporte dans ses œuvres sa lutte contre les païens, qu’il appelle « les Grecs ». L’historien païen Zosime nous apprend lui aussi que la nouvelle religion n’était pas encore répandue dans tout l’Empire romain, le paganisme s’étant maintenu assez longtemps dans les villages après son extinction dans les villes.
Constantin n’intervient guère que pour interdire les rites qui relèvent de la superstitio, c'est-à-dire des rites religieux privés, comme les sacrifices nocturnes, les rites d’haruspice privés et autres pratiques identifiées à la sorcellerie et la magie. Il manifeste en général la plus grande tolérance vis-à-vis de toutes les formes de paganisme. En 356, Constance II interdit tous les sacrifices, de nuit comme de jour, fait fermer des temples isolés et menace de la peine de mort tous ceux qui pratiquent la magie et la divination. L’empereur Julien, acquis au paganisme, promulgue en 361 un édit de tolérance permettant de pratiquer le culte de son choix. Il exige que les chrétiens qui s’étaient emparés des trésors des cultes païens les restituent. Ses successeurs sont tous chrétiens. En 379, Gratien abandonne la charge de Grand Pontife. À partir de 382, à l’instigation d’Ambroise, évêque de Milan, l’autel de la Victoire, son symbole au Sénat, est arraché de la Curie, tandis que les Vestales et tous les sacerdoces perdent leurs immunités. Le 24 février 391, une loi de Théodose interdit à toute personne d’entrer dans un temple, d’adorer les statues des dieux et de célébrer des sacrifices, « sous peine de mort ». En 392, Théodose interdit les Jeux olympiques liés à Zeus et à Héra, mais aussi à cause de la nudité du corps des compétiteurs, car le culte du corps et la nudité sont dénigrés par le christianisme.
Peu à peu, les temples abandonnés tombent en ruines et servent de carrières de pierres. En 435, un décret renouvelant l’interdiction des sacrifices dans les temples païens ajoute : « si l’un de ceux-ci subsiste encore ». Le renouvellement du décret prouve que les sacrifices n’ont certainement pas disparu. Ramsay MacMullen pense que les païens restent malgré tout très nombreux. En Égypte, en Anatolie, les paysans s’accrochent à leurs anciennes croyances. Certaines communautés chrétiennes font parfois preuve de fanatisme destructeur vis-à-vis du paganisme. Elles sont désavouées par les grands esprits de leur époque, comme Augustin d'Hippone. L’exemple le plus frappant est celui de la philosophe néoplatonicienne Hypatie, mise en pièces dans une église, puis brûlée par une foule de fanatiques menée par le patriarche Cyrille, en 415, à Alexandrie. Des temples sont détruits comme le Sérapéum d'Alexandrie dès 391, le temple de Caelestis, la grande déesse carthaginoise héritière de Tanit en 399. Pourtant l’État ne fait pas œuvre de destruction systématique des temples païens et de leurs objets d’art.
En revanche, des décrets officiels témoignent de la volonté de l’État de conserver ce patrimoine artistique. Plusieurs édits du règne de Justinien enlèvent aux païens le droit d’exercer des fonctions civiles ou militaires et d’enseigner, ce qui a comme conséquence la fermeture de l’école philosophique d’Athènes. Un édit de 529 aggrave encore leur situation en leur imposant la conversion au christianisme.
Par ailleurs, le christianisme lui-même se trouve imprégné des anciens rites païens. Certaines fêtes traditionnelles romaines sont toujours fêtées à la fin du Ve siècle, comme la fête de Lupercales consacrée à la fécondité et aux amoureux. Pour l’éradiquer, le pape Gélase Ier décide en 495 de célébrer la fête de Valentin de Terni, le 14 février, un jour avant la fête des Lupercales pour célébrer les amoureux. Il s’agit donc bien d’une tentative de christianisation d’un rite païen. Les Africains continuent de célébrer des banquets aux jours anniversaires des morts directement sur les tombes. Au VIe siècle, Césaire d’Arles dénonce dans ses sermons à ses fidèles les pratiques païennes qui subsistent dans le peuple. Le port d’amulettes, les cultes aux arbres et aux sources n’ont pas disparu de la Gaule méridionale. Les plaintes des clercs sont nombreuses jusqu’à la fin de l’Antiquité tardive. En Orient, les attendus du concile in Trullo (Constantinople, 691-692, non reconnu par l’Église de Rome) flétrissent des coutumes qui subsistent : célébrations d’anciennes fêtes païennes, chants en l’honneur de Dionysos lors des vendanges, bûchers allumés à la nouvelle lune….
Pour les populations christianisées, l’efficacité limitée de la médecine antique, surtout galinique, favorisait les croyances dans les miracles produits par les saints. Les pèlerinages se multiplient dans tout l’Empire romain. Au VIe siècle, le tombeau de Martin de Tours draine des foules considérables. Cette foi en une guérison miraculeuse favorise l'adhésion des campagnes au christianisme. Les évêques y voient un moyen d’assurer le rayonnement de leur diocèse. Les guérisons miraculeuses sont utilisées comme un argument pour convaincre les foules de la véracité de la foi nicéenne. Les miracles censés avoir été accomplis par les saints après leur mort sont donc soigneusement répertoriés et diffusés comme un instrument de propagande. Autour du culte des saints, toute une série de croyances proches des superstitions anciennes se développe. Les gens cherchent à se faire enterrer près des saints car ils pensent que leur sainteté se diffuse à travers la terre sous laquelle ils reposent. Le culte des saints donne naissance aux pèlerinages porteurs de prospérité pour les villes d’accueil.